# Steenrode heidelibel
De steenrode heidelibel (Sympetrum vulgatum) is een echte libel uit de familie van de korenbouten (Libellulidae). De libel wordt 35 à 40 mm lang en komt voor in vrijwel heel Europa. In Nederland is het een algemene soort in de nazomer. Bijzondere kenmerken zijn de gestreepte poten en een 'hangsnor'.

## Kenmerken
De poten van de steenrode heidelibel zijn zwart met gele strepen. Dijen van de voorste poten meestal tweekleurig: zwart-geel, soms met nog een zwart veegje in het geel. Het zwarte streepje op het voorhoofd (tussen de ogen) loopt langs de oogranden naar beneden (de zogenaamde 'hangsnor'). Het achterlijf van het mannetje heeft een subtiele, maar meestal duidelijke knotsvormige verbreding aan het uiteinde. Uitgekleurde mannetjes krijgen een rood achterlijf, meestal iets donkerder dan de bruinrode heidelibel (Sympetrum striolatum), maar lichter dan de bloedrode heidelibel (Sympetrum sanguineum). De zijkant van het borststuk verkleurt naar bruin, met vage lichtere delen. Jonge mannetjes en vrouwtjes hebben een geel achterlijf, later bij de vrouwtjes verkleurend tot bruin. Aan de zijkant van het achterlijf staan zwarte streepjes, die geen doorlopende streep vormen. De legschede van het vrouwtje is opvallend zichtbaar en staat in zijaanzicht haaks van het achterlijf af. De lichaamslengte van volwassen dieren ligt tussen 35 en 40 millimeter.
De larve is 15–19 mm lang.

## Vliegtijd
De vliegtijd van de steenrode heidelibel is in de nazomer van begin juni tot half november, met een piek van eind juli tot half september.

## Gedrag en voortplanting
De steenrode heidelibel heeft een eenjarige levenscyclus en overwintert als ei. De eieren komen in het voorjaar uit, waarna de larven zich snel ontwikkelen. De larven zijn jagers en leven tussen waterplanten op een modderige bodem van kleine ongewervelden als muggenlarven. Uitsluipen vindt plaats van begin juni tot eind september, met een piek van eind juli tot begin september. Jonge dieren zijn in de wijde omtrek van het voortplantingswater aan te treffen, zittend en jagend op kleine insecten in ruige vegetatie. Geslachtsrijpe mannetjes vliegen bij het water en gaan regelmatig zitten op uitstekende stengels in de oevervegetatie. Ze speuren naar vrouwtjes voor de paring. Mannetjes die dichtbij komen worden meestal verjaagd. De eitjes worden vliegend in tandempositie door wippende bewegingen van het onderlijf afgezet, in het water of op modder vlak bij het water. Soms worden meerdere ei-afzettende tandems op één plaats tegelijk waargenomen.

## Habitat
De habitat van de steenrode heidelibel bestaat uit allerlei stilstaande watertypen, zoals vennen, duinplassen, vijvers en laagveenmoerassen, maar soms ook zwakstromend water. Een belangrijke voorwaarde is veel zon. De steenrode heidelibel is in tegenstelling tot de bruinrode heidelibel geen pioniersoort en komt vooral voor op plaatsen met een goed ontwikkelde oevervegetatie, waar de territoriale mannetjes zich kunnen ophouden.

## Verspreidingsgebied
Het verspreidingsgebied van de steenrode heidelibel loopt oostelijk tot in Siberië en China; de soort komt niet voor in Afrika. In Europa ligt het verspreidingsgebied in Noord-, Centraal en Oost-Europa. Noordelijk reikt het areaal tot het zuiden van Scandinavië, zuidelijk globaal tot Frankrijk, Noord-Italië en de noordelijke Balkan. Verder komen geïsoleerde populaties voor in Noord-Finland, de Pyreneeën, Noord-Spanje en de Balkan. Zwervers bereiken af en toe Groot-Brittannië. In Turkije komt een andere ondersoort voor dan in Europa. In Nederland is de soort zeer algemeen, alleen schaarser voorkomend in zeekleigebieden. Ze kunnen over grote afstanden zwerven en dan in concentraties worden aangetroffen in grasland of wegbermen.

## Verwante en gelijkende soorten
De steenrode heidelibel kan gemakkelijk verward worden met de bruinrode heidelibel (Sympetrum striolatum), die ook zeer algemeen is en soms op dezelfde plaats voorkomt. Het beste onderscheidende kenmerk is de 'hangsnor': bij de steenrode heidelibel loopt het zwarte streepje tussen de ogen langs de oogranden naar beneden. Bij de bruinrode heidelibel stopt het streepje bij de oogranden, of loopt hooguit een kleine beetje naar beneden. Dit is het best zichtbaar als de kop schuin van voren wordt bekeken. De dijen van de voorste poten zijn bij de bruinrode heidelibel zwart-geel-zwart, bij de steenrode heidelibel meestal zwart-geel, soms met een extra donker veegje. Uitgekleurde mannetjes van de steenrode heidelibel zijn op het eerste gezicht van bruinrode te onderscheiden aan de dieper rode kleur op het achterlijf, een meer knotsvormige verbreding aan het uiteinde van het achterlijf en een egaler bruin borststuk (zonder opvallend gele vlakken aan de zijkant). Vrouwtjes steenrode heidelibel zijn herkenbaar aan de legschede die haaks van het achterlijf afstaat, in plaats van schuin.
De veel zeldzamere zuidelijke heidelibel (Sympetrum meridionale) is bleker dan de bruinrode en steenrode heidelibel. De zwarte naden op de zijkanten van het borststuk zijn zeer smal en alleen bovenaan iets breder. De poten hebben slechts dunne zwarte strepen. Het zwarte streepje tussen de ogen is zeer smal en loopt niet of nauwelijks langs de oogranden naar beneden. De legschede van het vrouwtje ligt tegen het lichaam aan en is in zijaanzicht nauwelijks zichtbaar.
In het larvestadium is verwarring mogelijk met de geelvlekheidelibel (Sympetrum flaveolum) en de zwarte heidelibel (Sympetrum danae). Deze soorten hebben ook zwak ontwikkelde rugdoornen en de borstelharen ontbreken ook op de sternieten 7 en 8. Beide soorten hebben echter een korte zijdoorn op segment 9 (die van de steenrode heidelibel is lang) en zijn gemiddeld iets kleiner.

## Naamgeving
De wetenschappelijke naam van de soort werd in 1758 als Libellula vulgata gepubliceerd door Carl Linnaeus.

### Synoniemen
- ?Libellula variegata O.F.Müller, 1764 (non Linnaeus, 1763)
- Sympetrum decoloratum Selys, 1884
- Diplax imitans Selys, 1886
  - Sympetrum imitans (Selys, 1886)
- Sympetrum flavum Bartenev, 1915

## Beelden

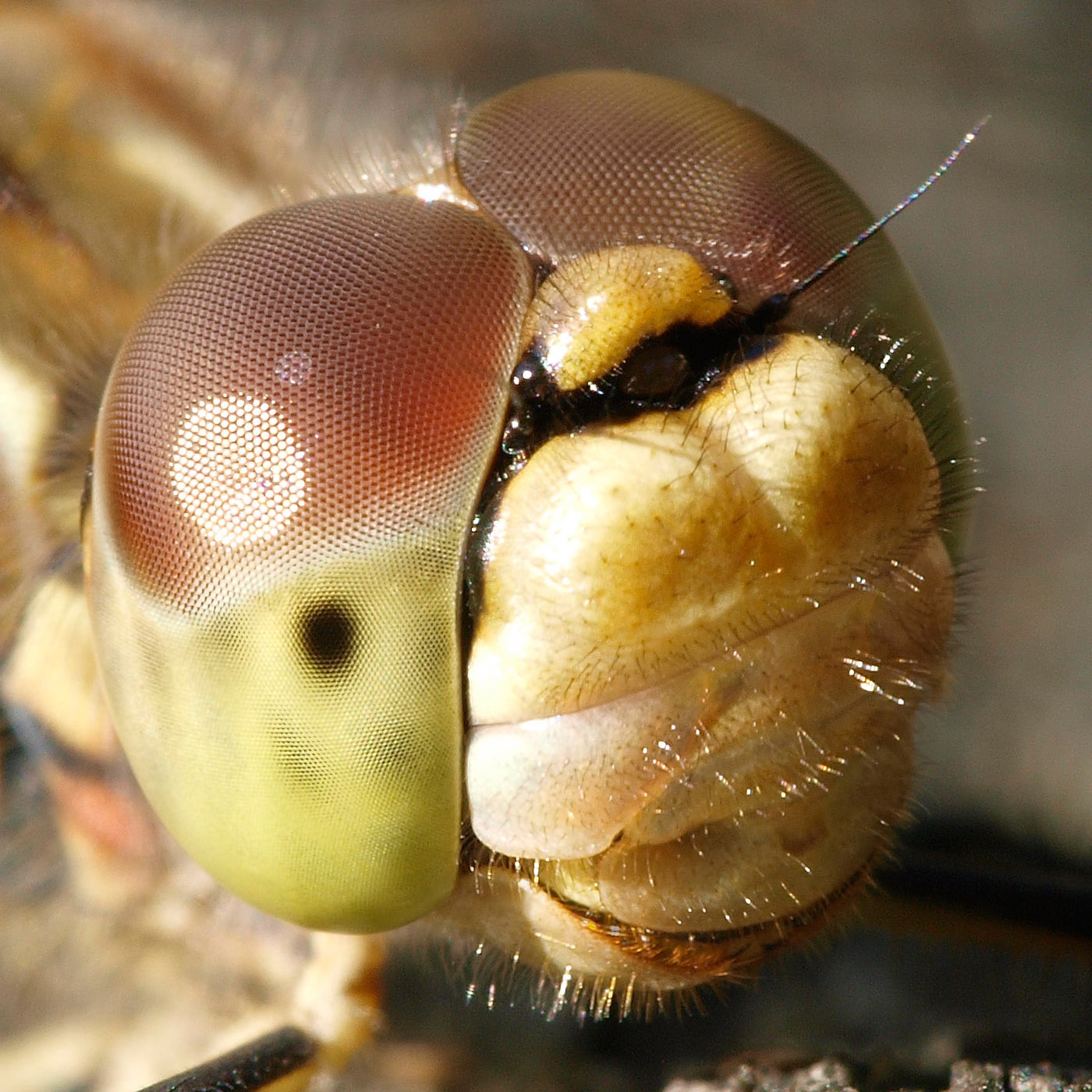
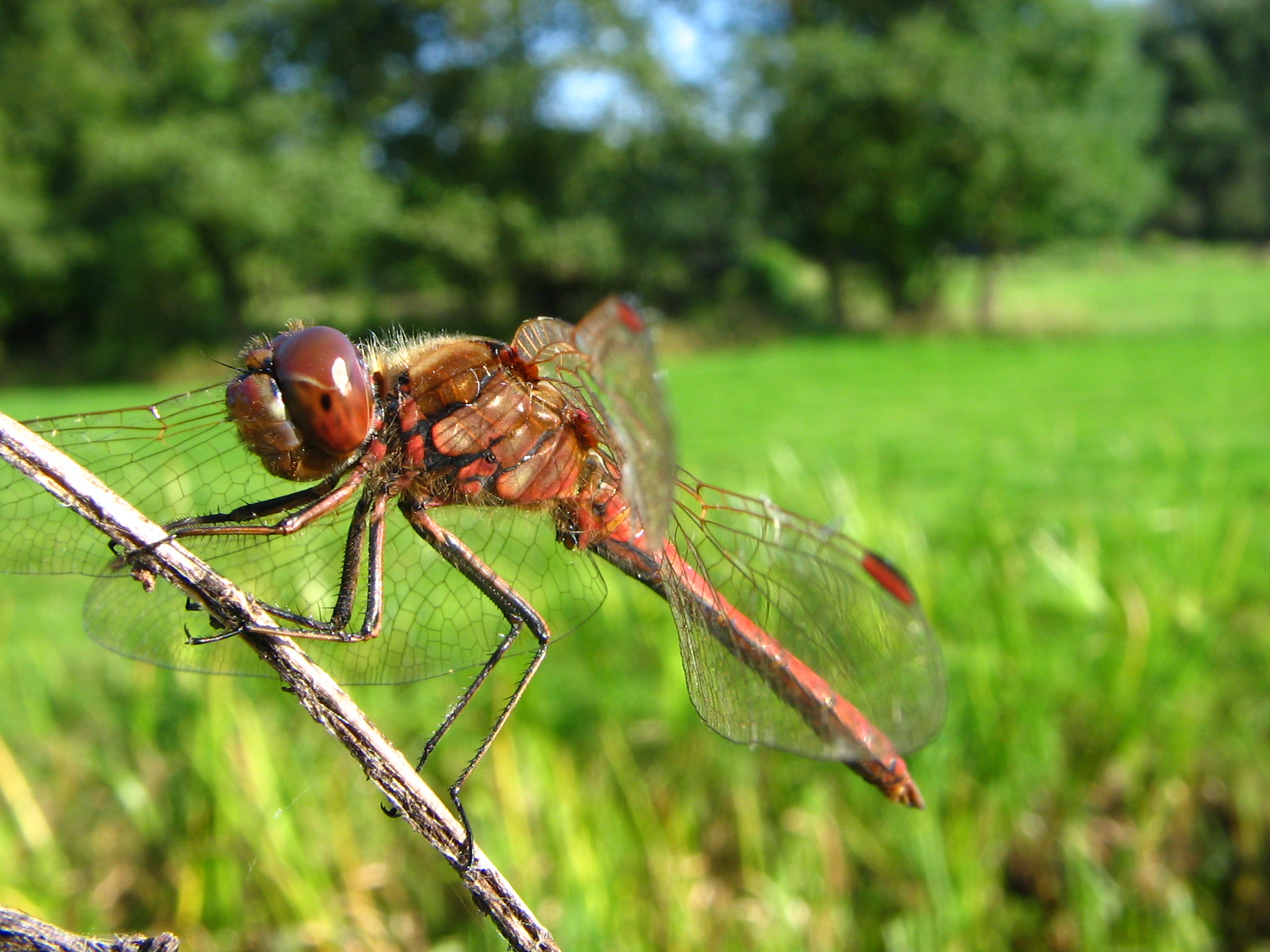
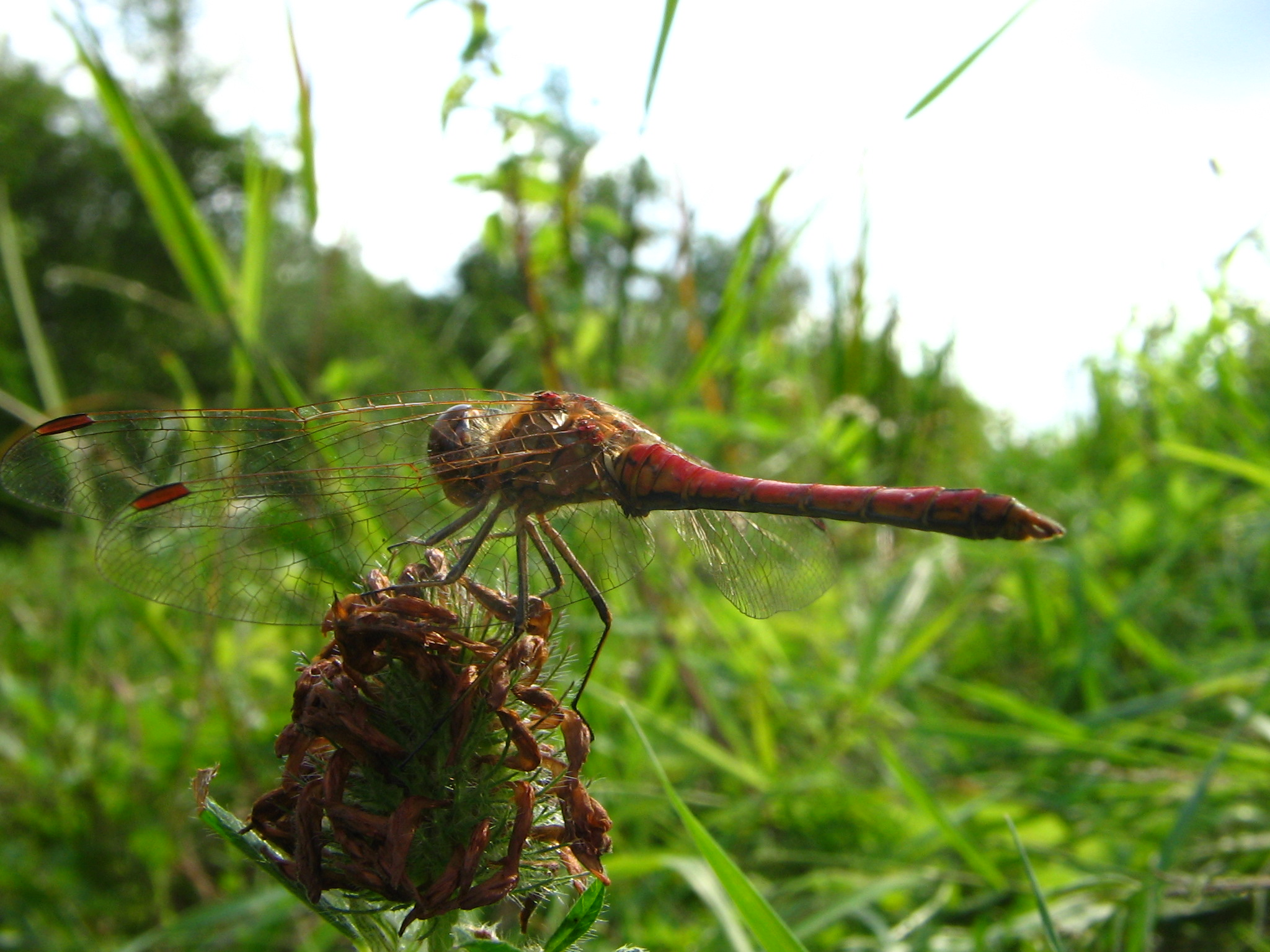
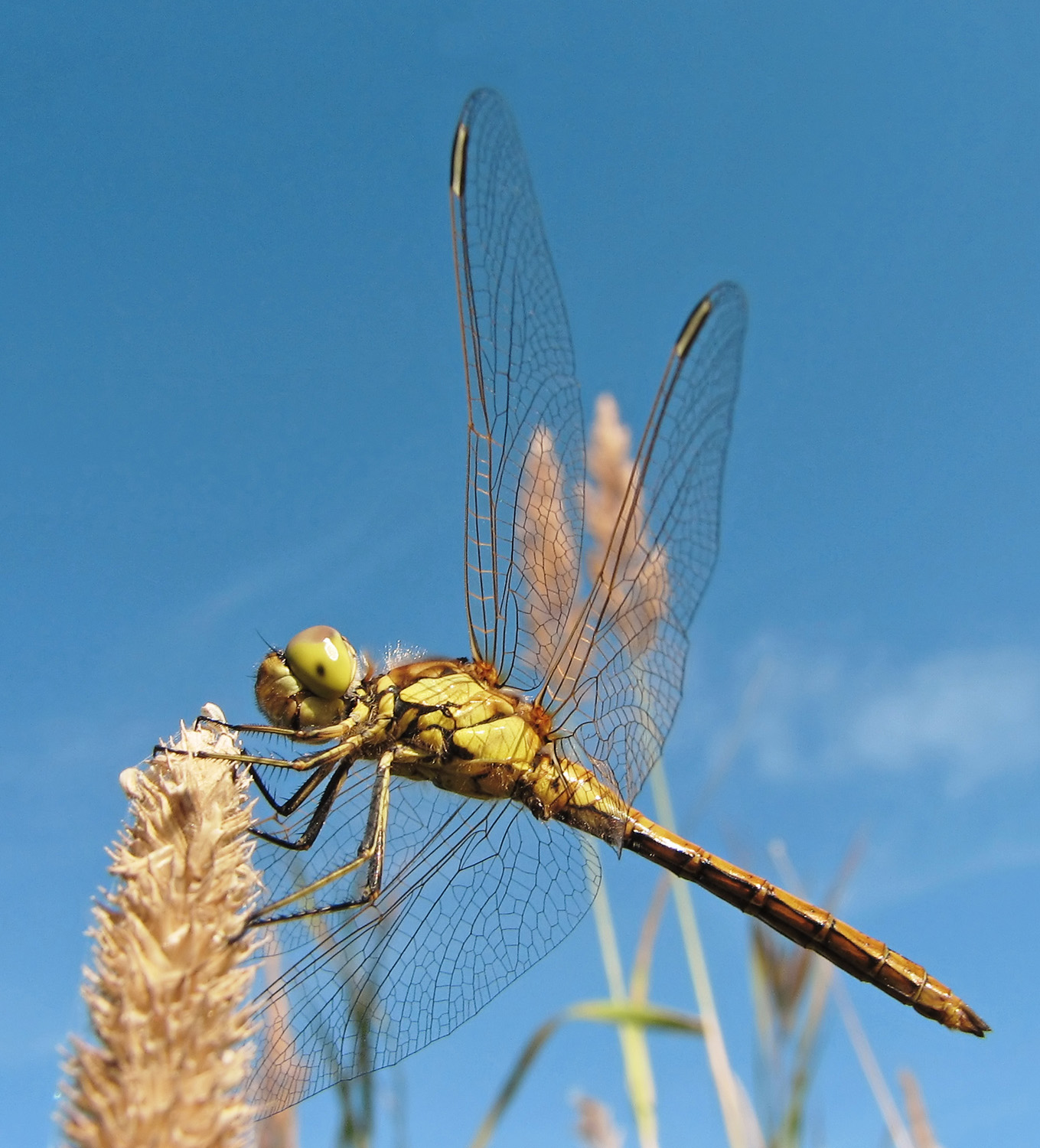